# Данаил Николаев
Данаил Цонев Николаев е български офицер, генерал от пехотата.
Участник в Сръбско-турската война, Руско-турската война (1877 – 1878), Съединението на Княжество България с Източна Румелия и Сръбско-българската война. Военен министър в навечерието на Балканските войни. Първият офицер, получил най-високото звание в Българската армия – генерал от пехотата. Известен като „патриархът на българската войска“.

## Биография
Данаил Николаев е роден на 30 декември 1852 г. в Болград, Руска империя (днес в Украйна) в българско семейство, бежанци от Търново. През 1871 г. завършва Болградската българска гимназия и на 27 септември с. г. постъпва на служба.

### Офицер в Руската армия
Военна служба започва във Волноопределящата рота на 54-ти Мински Пехотен полк. На 19 септември 1873 г. постъпва във Военно Пехотно училище в Одеса като юнкер. Завършва през 1875 г. и на 20 юли се завръща в полка си в Кишинев с военно звание портупей-юнкер. Узнавайки за приготовленията на Сърбия за война с Османската империя, на 14 юни (нов стил) 1876 г. подава молба да бъде уволнен от военна служба, за да се включи във войната. Молбата му е прегледана от началника на дивизията генерал-майор Михаил Драгомиров, но не е уволнен, а изпратен в отпуск. Участва като доброволец в Сръбско-турската война. Сражава се при Бабина глава, Мировица и Гъмзи град.
По време на Руско-турската война (1877 – 1878) е командир на рота от V Опълченска дружина в Българското опълчение. Отличава се в боевете при Шипка и Шейново. На 8 юли 1877 г. е произведен в първо офицерско звание подпоручик от Руската армия, а на 10 август 1877 г. повишен в поручик.

### Офицер в милицията на Източна Румелия
В началото на 1880 г. Данаил Николаев е назначен за командир на I Пловдивска дружина. На 1 март същата година е повишен в звание щабскапитан от Руската армия и Източнорумелийската милиция. Два месеца по-късно е назначен за командир на II Пловдивска дружина.
Същата година Данаил Николаев е поканен да кумува на жандармерийския офицер в Чирпан и негов добър приятел Константин Паница. Там той се запознава с най-малката сестра на годеницата – Радка, за която по-късно същата година се жени. В деня на венчавката със специална заповед на княз Александър Батенберг, лично секретарят му Константин Стоилов връчва на капитан Николаев Орден „За храброст“ III ст., за участието му в Руско-турската война (1877 – 1878).
На 15 ноември 1883 г. е повишен в майор от Източнорумелийската милиция. Като командващ голяма част от милицията по време на военни маневри, на 6 септември 1885 г. отстранява главния управител на Източна Румелия, с което осигурява осъществяването на Съединението на Княжество България и Източна Румелия. На същия ден е издадена прокламация на БТЦРК за създаване на временно правителство на Източна Румелия. В него е включен и майор Николаев. Заема длъжността главнокомандващ Източнорумелийската милиция. Със заповед № 4 от 9 септември 1885 г. майор Николаев е назначен за началник на Търново-Сейменския отряд. На 11 септември същата година е повишен в звание подполковник.

### Офицер в Българската армия
През Сръбско-българската война командва Източния корпус, а при контранастъплението на българската армия, след боевете при Сливница (5 – 7 ноември 1885 г.) – Западния корпус. Командва настъпление към Цариброд и Пирот. През 1886 г. като майор е награден с княжеския орден „Св. Александър“ III степен с мечове над кръста. След края на войната е награден с Орден „За храброст“ II ст. и повишен в звание полковник. Така Данаил Николаев става първият полковник от българската армия. В периода от 18 юни 1893 г. до 5 март 1897 г. е в запас.

### Държавна дейност
След детронирането на княз Александър I Батенберг е военен министър и участва в потушаването на бунтовете на проруските офицери през 1887 г. По негова заповед военните формирования, участвали в преврата, са разформировани, а бойните им знамена – изгорени.
След избора на Фердинанд I за български княз, Данаил Николаев напуска поста военен министър и е назначен за негов военен съветник (1887 – 1893). На 14 февруари 1891 г. е повишен в звание генерал-майор. Участва в специалната делегация по време на бракосъчетанието между княз Фердинанд I и принцеса Мария Луиза. На самия прием, за да се задоволи нечие „суетно желание“, не е спазено висшестоянието на чиновете, поради което е накърнена честта на генерал Николаев. Напуска двореца и в знак на протест подава оставка. Между 1893 и 1897 е в запаса, като през това време е председател на Върховния македонски комитет (1895 – 1897). След връщането си в армията, княз Фердинанд I го назначава за генерал-адютант (1897 – 1907). На 15 ноември 1900 г. е повишен в звание генерал-лейтенант.
От 1907 до 1911 г. генерал-лейтенант Николаев е военен министър и ръководи подготовката на армията за предстоящите войни. През 1907 г. лично княз Фердинанд го награждава с Орден „Св. Александър“ I ст. с брилянти. Като министър на войната, на 22 септември 1908 г. генерал-лейтенант Данаил Николаев приподписва манифеста на цар Фердинанд I за обявяване на Независимостта на България. На 18 май 1909 г. става първият български офицер, получил званието генерал от пехотата (инфантерията). През 1911 г. напуска армията и минава в запаса. По време на Балканската война командва гарнизона на Ямбол.
На 16 април 1925 г., при атентата в църквата „Света Неделя“ загива единственият му син – подполковник Никола Николаев.
На 6 май (Гергьовден) 1936 г. ген. Николаев е награден лично от цар Борис III с най-високото българско отличие – Орден „Св. св. Равноапостоли Кирил и Методий“.
Като старши генерал в Българската армия, на 12 юли 1937 Данаил Николаев става кръстник на престолонаследника княз Симеон Търновски.
Генерал от пехотата Данаил Николаев умира на 29 август 1942 г. в Банкя. Погребан е в Централните софийски гробища.

## Почит
В чест на генерал Николаев са наименувани:
- булевард „Генерал Данаил Николаев“ в София (Карта)
- улица „Генерал Данаил Николаев“ в град Пловдив
- През 1934 г. село Калъчлий е преименувано в Генерал Николаево (от 1966 квартал на град Раковски)

## Военни звания
- Подпоручик (8 юли 1876)
- Поручик (10 септември 1877)
- Капитан (1 март 1880)
- Майор (15 ноември 1883)
- Подполковник (11 септември 1885)
- Полковник (17 ноември 1885)
- Генерал-майор (14 февруари 1891)
- Генерал-лейтенант (15 ноември 1900)
- Генерал от пехотата (18 май 1909)

## Награди
- Военен орден „За храброст“ III ст. 2-ри клас
- Военен орден „За храброст“ II степен (1885)
- Княжески орден „Св. Александър“ III степен с мечове над кръста (1886)
- Велик кръст на ордена „Св. Александър“ с брилянти и I ст. на същия орден
- Златен орден и медал „За заслуга“
- Орден „Св. св. Равноапостоли Кирил и Методий“
- Руски орден „Георгиевски кръст за храброст“ IV ст.
- Руски орден „Св. Ана“ III ст. с мечове и бант
- Сръбски орден „Бял орел“ I ст.
- Сръбски медал „За храброст“
- Черногорски орден „Данило“ I ст.
- Румънски орден „Румънска звезда“ с меч
- Турски орден „Османие“ I ст.
- Турски орден „Меджидие“ I ст. с брилянти
- Персийски орден „Лъв и слънце“ I ст.